# 敖宁高勒
敖宁高勒位于中华人民共和国内蒙古自治区鄂温克族自治旗东南部，是伊敏河右岸支流，上游称维纳河，发源于摩天岭东南麓，蜿蜒向西流经翠岭林场、维纳河林场、曙光农场等地，于红花尔基镇头道桥村西北汇入伊敏河。河长87千米，流域面积2137平方千米，年均径流量1.2亿立方米。敖宁高勒上游分布有著名的“维纳河矿泉”，是呼伦贝尔著名的疗养、旅游胜地。敖宁高勒全程流经森林区，以兴安落叶松、樟子松。